# Wehha
Wehha (auch Wehh und Guercha; * unbekannt; † um 571) war im 6. Jahrhundert möglicherweise der erste König von East Anglia nach der Vereinigung von Norfolk und Suffolk.
Die Überlieferung aus dieser frühen Zeit der angelsächsischen Herrschaft ist sehr spärlich und unzuverlässig. Nach seiner Genealogie in der Historia Brittonum (Geschichte der Briten) war er der Sohn des Guillem, Sohn des Hryp, Sohn des Hroðmund, Sohn des Trygil, Sohn des Tyttman, Sohn des Caser, Sohn des Wodan. Angaben zu seiner Herrschaft sind nicht überliefert.
Sein Nachfolger war sein Sohn Wuffa, nach dem die späteren Könige von East Anglia ihre Dynastie als Wuffinger benannten.
|                               |
| Ahnenreihe                    |
| Ælfwald (Alfwald Aldwulfing)  |
| Ealdwulf Ældwulf Æðelricing   |
| Æthelric (Æþelric Ening)      |
| Eni (Eni Tytling)             |
| Tyttla (Tytla Wuffing)        |
| Wuffa (Wuffa Wehhing)         |
| Wehha (Wehh Wilhelming)       |
| Wilhelm (Wilhelm Hrypping)    |
| Hryp (Hryp Hroðmunding)       |
| Hrothmund (Hroðmund Trigling) |
| Trygil (Trygil Tymaning)      |
| Tyttman (Tytman Casericg)     |
| Casar (Caser Wodning)         |
| Wodan (Woden Frealafing)      |